# Willie Parker
Willie Everette Parker (født 11. november 1980) er en tidligere amerikansk fodbold-spiller fra USA, der var running back for Pittsburgh Steelers i NFL. Hans øgenavn er "Fast Willie Parker". Han scorede et touchdown i Super Bowl XL, og deltog godt et år senere i Pro Bowl for første gang. Hans karriere strakte sig over fem år.

## Klubber
- 2004-2009: Pittsburgh Steelers